# Nomen est omen
Nomen est omen!  (изговор: номен ест омен) — име је знак.

## Тумачење
Изрека вјерује да је у човјековом имену дата његова личност. Тако родитељи дјеци бирају имена: Срећко – да буде срећан; Здравко- да буде здрав; или заштитна имена нпр. Вук- да плаши болест и сл.

## Изрека другачије
Мисли се да родитељи успијевају да одреде карактер свога дјетета именом којим га називају. Лав постаје лав, Вук постаје вук, а Миодраг постаје мио и драг. Како? Дијете, углавном, наредбом генетске информације наслеђује родитеља. Значи, и не може бити другачије, већ да је дијете слика родитеља. (Од оца „вука“ настаје син „вук“). Тако родитељ, када препозна себе „вука“, а именом Вук пожели сина “вука“, и добија у сину „вука“. Име поста наредба која одређује карактер човјеку.